# ギリアン・フリン
ギリアン・フリン（Gillian Flynn、1971年2月24日- ）は、アメリカ合衆国の小説家、脚本家。

## 概要
2006年に『KIZU―傷―』でデビューして以来、4冊の著書を刊行。『ゴーン・ガール』映画化の際は自ら脚本を担当した。数々の賞を受賞するなど高い評価を受けている。
ミズーリ州カンザスシティで育ち、イリノイ州シカゴに住んでいる。カンザス大学を卒業し、ノースウェスタン大学でジャーナリズムの修士号を取得した。雑誌『エンターテインメント・ウィークリー』でテレビ評論をしていた。
作家デビュー作『KIZU―傷―』は、家庭崩壊や暴力、自傷行為などがテーマとなっている。2018年にHBOで『シャープ・オブジェクツ』としてドラマ化され、フリンも製作・脚本として参加。第2作『冥闇』は、かつて母と姉を殺された女性が過去の犯罪の真相を探る物語で、2015年に『ダーク・プレイス』として映画化された。 第3作『ゴーン・ガール』は、妻が失踪し殺人の疑いをかけられた夫の物語で、2014年に映画化された際は自ら脚本を手がている。本作が高い評価を得た後は、主な活動を映画やドラマの脚本執筆に移している。2020年には『ユートピア‐～悪のウィルス～』で脚本とプロデュースを担当。

## 作品リスト
| # | 邦題                         | 原題          | 刊行年     | 刊行年月   | 訳者       | 出版社                             | 補足                                              |
| - | ---------------------------- | ------------- | ---------- | ---------- | ---------- | ---------------------------------- | ------------------------------------------------- |
| 1 | KIZU―傷―                     | Sharp Objects | 2006年9月  | 2007年10月 | 北野寿美枝 | 早川書房〈ハヤカワ・ミステリ文庫〉 | 2018年にHBOでドラマ化『シャープ・オブジェクツ』。 |
| 2 | 冥闇（めいあん）             | Dark Places   | 2009年5月  | 2012年10月 | 中谷友紀子 | 小学館〈小学館文庫〉               | 2015年に『ダーク・プレイス』で映画化。            |
| 3 | ゴーン・ガール               | Gone Girl     | 2012年6月  | 2013年6月  | 中谷友紀子 | 小学館〈小学館文庫〉               | 2014年に映画化。                                  |
| 4 | カーターフック屋敷へようこそ | The Grownup   | 2015年11月 | 2016年3月  | 中谷友紀子 | 小学館電子書籍                     | 短編                                              |

## 映像作品

### 映画
- ゴーン・ガール Gone Girl（2014年）- 原作・脚本
- ダーク・プレイス Dark Places（2015年）- 原作
- ロスト・マネー 偽りの報酬 Widows（2018年）- 脚本

### ドラマ
- シャープ・オブジェクツ Sharp Objects（2018年）- 原作・脚本・製作総指揮
- ユートピア ～悪のウイルス～ Utopia（2020年）- クリエーター・脚本・製作総指揮

## 受賞・ノミネート、ランキング
| タイトル       | 年     | 賞                                     | 結果       |
| -------------- | ------ | -------------------------------------- | ---------- |
| KIZU―傷―       | 2007年 | イアン・フレミング・スチール・ダガー賞 | 受賞       |
| KIZU―傷―       | 2007年 | バリー賞 新人賞                        | ノミネート |
| KIZU―傷―       | 2007年 | ジョン・クリーシー・ダガー賞           | 受賞       |
| KIZU―傷―       | 2007年 | ゴールド・ダガー賞                     | ノミネート |
| KIZU―傷―       | 2007年 | エドガー賞 処女長編賞                  | ノミネート |
| 冥闇           | 2009年 | イアン・フレミング・スチール・ダガー賞 | ノミネート |
| ゴーン・ガール | 2013年 | エドガー賞 長編賞                      | ノミネート |
| ゴーン・ガール | 2013年 | マカヴィティ賞 長編賞                  | ノミネート |
| ゴーン・ガール | 2013年 | バリー賞 長編賞                        | ノミネート |
| ゴーン・ガール | 2013年 | アンソニー賞 長編賞                    | ノミネート |
| ゴーン・ガール | 2013年 | 翻訳ミステリー大賞                     | ノミネート |
| ゴーン・ガール | 2013年 | 文庫翻訳ミステリー・ベスト10           | 6位        |
| ゴーン・ガール | 2013年 | このミステリーがすごい!                | 9位        |
| ゴーン・ガール | 2014年 | ハリウッド・フィルム・アワード 脚本賞  | 受賞       |